# سربسته‌ها
سربسته‌ها (نام علمی: Cleistocybe) نام یک سرده از راسته قارچ‌های تیغک‌دار است.